# RWD-14 Czapla
RWD-14 Czapla (LWS Czapla) – samolot towarzyszący produkcji polskiej.

## Historia
Projekt samolotu powstał w 1934. Płatowiec miał zastąpić przestarzałe Lublin R-XIII. Przed skierowaniem do produkcji seryjnej przetestowano 4 prototypy:
- RWD-14/I z silnikiem Pratt & Whitney Wasp Junior o mocy 294 kW (400 KM) – oblatany na początku 1936[a] przez Aleksandra Onoszkę miał niewystarczające osiągi, oraz niektóre cechy użytkowe (problem z wymianą zbiornika paliwa, krótki skok podwozia) niemożliwe do zaakceptowania przez zamawiającego.
- RWD-14/II lub RWD-14a z silnikiem G-1620A „Mors I” o mocy 250 kW (340 KM) – rozbił się podczas prób w locie nurkowym 20 kwietnia 1937 (pilot doświadczalny Roland Kalpas z ITL ratował się skokiem ze spadochronem).
- RWD-14/III – rozbił się podczas prób w locie nurkowym w 1938 (pilot doświadczalny Eugeniusz Przysiecki również ratował się skokiem ze spadochronem).
- RWD-14/IV lub RWD-14b – zakończył pomyślnie wszystkie próby 18 lipca 1938 i z silnikiem G-1620B „Mors II” o mocy 470 KM został skierowany do produkcji seryjnej.

W połowie 1938 r. inż. Tadeusz Chyliński rozpoczął opracowywanie dokumentacji technicznej dla seryjnych samolotów obserwacyjnych RWD-14b (RWD-14/IV) przeznaczonych dla Lubelskiej Wytwórni Samolotów, której władze wojskowe powierzyły ich produkcję, nadając samolotowi nazwę Czapla. Była to czwarta z kolei poprawiona (wzmocniony tył kadłuba i poprawiony układ sterowania) i w pełni udana wersja samolotu. Jego prototyp został oblatany na wiosnę 1938 r. przez Eugeniusza Przysieckiego, następnie przeszedł pomyślnie wszystkie konieczne próby. Na jesieni 1938 r. kompletna dokumentacja RWD-14b została przekazana do LWS.
W zamian za zwrot kosztów rozwoju, licencja na budowę samolotu została przekazana państwowym zakładom LWS, gdzie produkowano go po niewielkich przeróbkach. Przygotowaniem produkcji seryjnej kierował inż. Ryszard Bartel. W odniesieniu do tych samolotów spotykana jest także nazwa LWS Czapla. Zamówiono tylko 65 egzemplarzy, ponieważ osiągi samolotu Czapla – acz wyraźnie lepsze niż samolotu Lublin R-XIII – były za słabe i nie przystawały do wymogów ówczesnego pola walki. Miała jednak niektóre rozwiązania techniczne nowocześniejsze od poprzednika, przede wszystkim cechy krótkiego startu i lądowania (STOL) i składane do hangarowania skrzydła. Czaple zostały rozlokowane w każdym Pułku Lotniczym po jednej Eskadrze, z wyjątkiem Pułku IV, gdzie nie weszły do służby (Eskadry: 13, 23, 33, 53, 63). Dowództwo Lotnictwa czekało na skierowanie do produkcji nowoczesnego samolotu tej klasy LWS-3 Mewa.

## Użycie bojowe

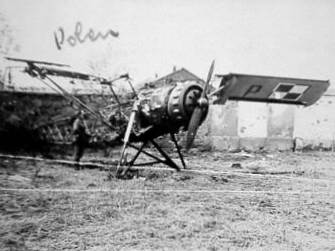
Zniszczony RWD-14b we wrześniu 1939

W kampanii wrześniowej samoloty te były używane w pięciu eskadrach obserwacyjnych, po 7 samolotów w eskadrze. Posiadały je: 13, 23, 33, 53 i 63 eskadra obserwacyjna.
Podczas walk użyto 49 samolotów, zniszczonych zostało 35. 11-16 (według różnych źródeł) zostało ewakuowanych do Rumunii, gdzie używano ich w celach szkoleniowych. Kilka zdobyli Niemcy i Sowieci.

## Konstrukcja
Dwumiejscowy górnopłat zastrzałowy z podwoziem stałym. Kadłub spawany z rur chromowo-molibdenowych kryty blachą (w przedniej części) i płótnem. Płat o konstrukcji drewnianej kryte sklejką i płótnem. Na całej rozpiętości płata był ruchome sloty, zaś podwozie miało duży skok – co pozwalało na krótkie lądowanie na lotniskach polowych. Uzbrojenie składało się z 2 km – stałego km pilota i ruchomego km obserwatora.